# Gruyère
Huyện La Gruyère (tiếng Pháp: District du La Gruyère, tiếng Đức: Bezirk La Gruyère) là một huyện hành chính của Thụy Sĩ. Huyện này thuộc bang Fribourg (bang). Huyện La Gruyère có diện tích 489 km², dân số theo thống kê của cục thống kê Thụy Sĩ năm 1999 là 37483 người. Trung tâm của huyện đóng ở Bulle. Mã của huyện là 1003.